# Gorodovikovszki járás

A Gorodovikovszki járás Kalmükföldön

A Gorodovikovszki járás (oroszul Городовиковский район) Oroszország egyik járása Kalmükföldön. Székhelye Gorodovikovszk.

## Népesség
- 1989-ben 20 895 lakosa volt, melynek 58,9%-a orosz, 22,9%-a kalmük, 0,4%-a csecsen, 0,2%-a dargin, 0,1%-a kazah.
- 2002-ben 19 322 lakosa volt, melynek 59,1%-a orosz, 24,3%-a kalmük, 3,4%-a német, 2,4%-a ukrán, 0,6%-a csecsen, 0,1%-a dargin, 0,1%-a kazah.
- 2010-ben 17 295 lakosa volt, melyből 10 018 orosz (57,9%), 4 342 kalmük (25,1%), 1 225 török (7,1%), 376 német (2,2%), 291 ukrán (1,7%), 135 örmény, 103 koreai, 92 cigány, 75 fehérorosz, 55 csecsen, 52 avar, 50 azeri, 37 tatár, 26 dargin, 23 lengyel, 21 kazah, 21 mari, 19 moldáv, 16 grúz, 11 kumik, 10 karacsáj stb.